# Василенко Василь Якович
Василенко Василь Якович (8 грудня 1955, с. Медвин Богуславський район, Київська область) — український диригент, поет, народний артист України. Заслужений діяч мистецтв України (1998 р.), президент Благодійного фонду ім. С. Прокоф'єва, директор та художній керівник Міжнародного фестивалю оперного мистецтва «Золота корона», член Національної спілки театральних діячів України.
Нині Василь Василенко — диригент Національного президентського симфонічного оркестру України та оперного театру-студії Національної музичної академії України ім. П. І. Чайковського.

## Біографія
Батько — Яків Нестерович, мати — Марія Олександрівна Василенки.
Після закінчення школи він навчався в Таращанському технікумі механізації та електрифікації сільського господарства.
У 1986 р. закінчив Львівську консерваторію. Працював диригентом Харківського та Донецького оперних театрів, вдосконалював свою майстерність у Москві в Большом театрі у професора Майсурова, народного артиста Росії.
З 1994 року В. Василенко — диригент, а з 2001 — генеральний директор і художній керівник Одеського державного академічного театру опери та балету. В. Василенко започаткував Міжнародний фестиваль оперного мистецтва «Золота корона» (1998 р. Одеса).
У 1995–2005 роках під керівництвом В. Я. Василенка колектив Одеського оперного театру гастролював у США, Канаді, Лівані, Хорватії, Швейцарії, Румунії, Молдові. Зокрема, у 2002 р. вперше — у Великій Британії.
З 2003 року — головний диригент Донецького національного академічного театру опери та балету ім. А. Солов’яненка.
З його іменем пов’язані багаточисленні оперно-балетні прем’єри вистав, серед яких “Фальстаф” Дж. Верді, “Богема” і “Турандот” Дж. Пуччіні, “Євгеній Онєгін” П. Чайковського, “Ромео і Джульєтта” С. Прокоф’єва, “Тисяча і одна ніч” Ф. Амірова, котрі по праву стали знаковими подіями в історії музично-театрального мистецтва Донбасу і України.  
З колективом "Донбас Опери" під керівництвом генерального директора театру Василя Рябенького у 2005 р. маестро звершив грандіозний проект — Всеукраїнську постановку опери К. Данькевича “Богдан Хмельницький” (режисер — Василь Вовкун) з участю відомих митців України. 
Василь Василенко є ініціатором постановки вперше в Україні опери “Летючий Голландець”, унікального українсь- ко-німецького міжнародного проекту з нагоди 200-річчя від дня народження Р. Вагнера (2012). 
Після окупації Донецька російсько-терористичними військами був змушений покинути роботу в Донецькому національному академічному театрі опери та балету ім. А. Солов’яненка.
На його думку, до середини літа 2014 року «можна було підняти питання на державному рівні про передислокацію всього колективу «Донбас Опери» з її, (на той час ще не зруйнованим) матеріально-технічним базисом у Київ (наприклад, виступати у Жовтневому палаці), чи то перевезти колектив у Суми, Полтаву, Вінницю, Івано-Франківськ, де немає оперних театрів. Цим врятувати «золотий фонд» Донецького національного академічного театру опери та балету ім. А. Солов’яненка, його творчий потенціал і неповторний репертуар».
З 2015 року —- в Національному президентському оркестрі.
Василь Якович Василенко захоплюється поезією. 
Його творчий поетичний доробок — літературно-художні видання:
- «Де Рось дзвінка клекоче» (1997 р.)
- «Медвинські сади» (2002 р.)
- «Тотоха» (2009 р.)
- «На берегах Хороброї» (2018 р.)

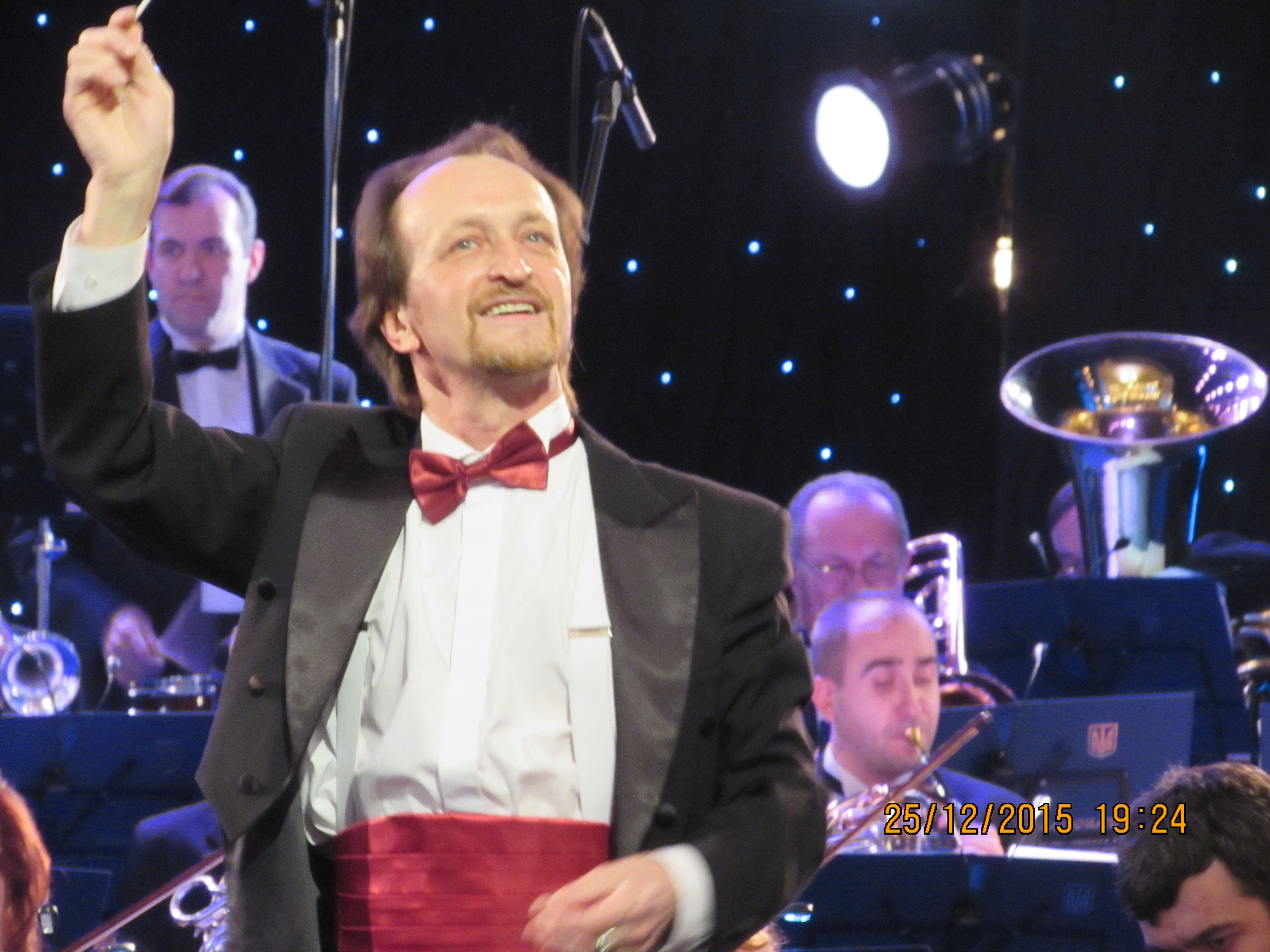
Ювілейний концерт 25.12.2015

## Державні нагороди України
- Орден «За заслуги» III ст. (20 січня 2006) — за вагомий особистий внесок у соціально-економічний та культурний розвиток Донеччини, вагомі трудові здобутки, високий професіоналізм та з нагоди Дня Соборності України[3]
- Народний артист України (20 березня 2009) — за вагомий особистий внесок у розвиток українського театрального мистецтва, плідні творчі здобутки і високий професіоналізм та з нагоди Міжнародного дня театру[4]
- Заслужений діяч мистецтв України (23 листопада 1998) — за значний особистий внесок у розвиток національної культури, вагомі творчі здобутки[5]
- Національна премія України імені Тараса Шевченка 2014 року — за оперу Р.Вагнера «Летючий Голландець» Донецького національного академічного театру опери та балету імені А. Б. Солов'яненка (у складі колективу)[6]